# Ljusstyrka
Ljusstyrka är en fotometrisk storhet för att mäta hur mycket ljus som strålar ut i en viss riktning från en ljuskälla. SI-enheten för ljusstyrka är candela och har symbolen cd. En stearinljuslåga har en ljusstyrka på ungefär 1 cd. 
Flera närbesläktade storheter finns. Om en källa strålar ut ljus av konstant ljusstyrka över en viss rymdvinkel, är det totala ljusflödet lika med ljusstyrkan * rymdvinkeln. Totalflödet mäts i lumen.
Detta flöde ger upphov till en belysningsstyrka (illuminans), som mäts i lux (lumen / kvadratmeter) och som beror på den orientering och det avstånd den yta har som träffas av flödet.

## Annan betydelse
Begreppet "ljusstyrka" eller "luminans" används inom videotekniken som en informell benämning för den svartvita delen i en videosignal (värdet Y i signalen Y/C). Dessa synonyma begrepp motsvarar inte de olika fotometriska begreppen med samma namn. Jämför även krominans, som relaterar till färgdelen i videosignalen. 